# یواس‌اس شانگری-لا (سی‌وی-۳۸)
یواس‌اس شانگری-لا (سی‌وی-۳۸) (به انگلیسی: USS Shangri-La (CV-38)) یک کشتی بود که طول آن As built:
۸۸۸ فوت (۲۷۱ متر) overall بود. این کشتی در سال ۱۹۴۴ ساخته شد.